# Marcelo Figueras

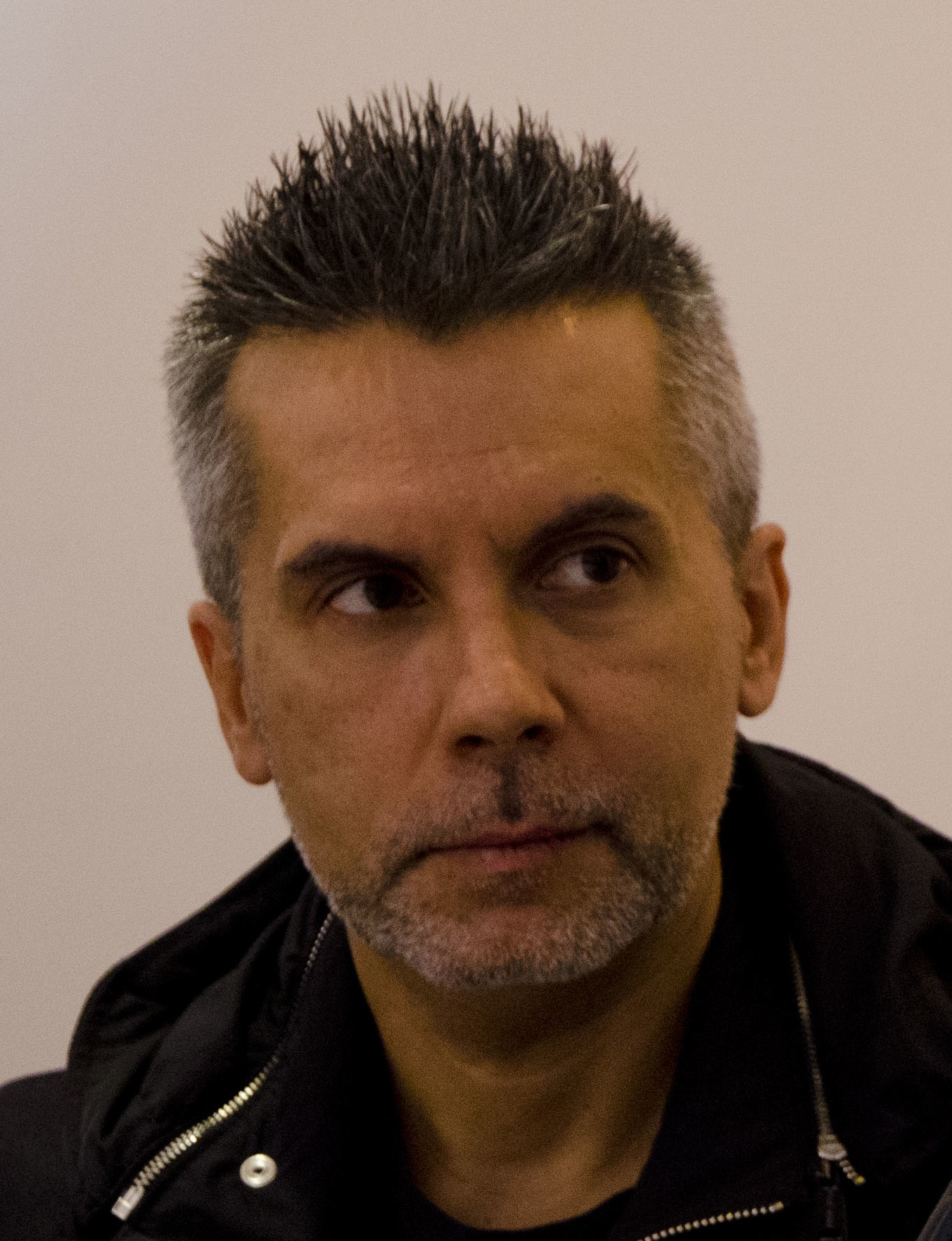
Marcelo Figueras

Marcelo Figueras (* 1962 in Buenos Aires, Argentinien) ist Schriftsteller, Journalist und Autor von Kinodrehbüchern, etwa zum Roman Brennender Zaster von Ricardo Piglia und zu eigenen Romanen. Sein Film Kamtschatka (Kinofilm, Argentinien 2002, Regie Marcelo Piñeyro) wurde an der Berlinale 2003 (Internationale Filmfestspiele Berlin) mit dem PanoramaPublikumsPreis ausgezeichnet.
Er lebt heute in Barcelona und gilt als einer der wichtigsten modernen Autoren Lateinamerikas.

## Romane
- El muchacho peronista (1992)
- El espía del tiempo (2002), Deutsch von Sabine Giersberg: Der Spion der Zeit, Nagel & Kimche, Zürich 2010, ISBN 978-3-312-00458-4
- Kamtschatka (2003), Deutsch von Sabine Giersberg: Kamtschatka, Nagel & Kimche, Zürich 2006, ISBN 978-3-312-00377-8
- La batalla del calentamiento (2007), Deutsch von Sabine Giersberg: Das Lied von Leben und Tod, Nagel & Kimche, Zürich 2008, ISBN 978-3-312-00417-1
- Aquarium (2009)
- El negro corazón del crimen (2017), Deutsch von Sabine Giersberg: Das schwarze Herz des Verbrechens, Nagel & Kimche, Zürich/München 2018, ISBN 978-3-312-01066-0

## Filmographie (Drehbücher)
- 2000: Plata quemada (zusammen mit Marcelo Piñeyro)
- 2002: Kamchatka (zusammen mit Marcelo Piñeyro), offizieller argentinischer Beitrag als bester ausländischer Film für den Oscar/Bester fremdsprachiger Film 2002
- 2004: Peligrosa obsesión
- 2005: Rosario, die Scherenfrau (Rosario Tijeras)
- 2009: Las viudas de los jueves (zusammen mit Marcelo Piñeyro)